# Bielice (powiat nowosolski)
Bielice (niem. Bielitz; do 31 grudnia 2002 Bielice Kożuchowskie) – wieś w Polsce, położony w województwie lubuskim, w powiecie nowosolskim, w gminie Kożuchów.
Do 2024 r. miejscowość była przysiółkiem wsi Lasocin. W latach 1975–1998 przysiółek należał administracyjnie do województwa zielonogórskiego.

## Nazwa
Beliz 1220, Bielicz 1245, Bielitz 1887 do 1945, Bielice od 1945 r. 1 stycznia 2003 nastąpiła zmiana nazwy wsi z Bielice Kożuchowskie na Bielice.

## Historia
Po raz pierwszy wieś jest wzmiankowana w 1220 r. (Beliz). Następna wzmianka o miejscowym sołtysie, Hansie Roze, pochodzi z 1432 r. Przez kolejne lata majątek często zmieniał właścicieli. W 1865 r. zakupił go Ernst Heinrich Oswald Nickisch von Rosenegk, który przebudował pałac i folwark do stanu obecnego. Na początku XX w. funkcjonowała w pobliżu kopalnia węgla brunatnego "Emma" eksploatowana była podziemnie za pomocą wyrobisk dochodzących do szybów "Barbara", "Juliusz" oraz "otto". Właścicielem była firma Braun – Kohlengrube Neustädtel – Bielitz. Podczas wojny przy kopalni utworzono obóz pracy dla jeńców radzieckich. Po II wojnie światowej kopalnia zmieniła nazwę na Maria. Kopalnia została zlikwidowana 30.06.1960 roku. Ostatnim właścicielem majątku był Friedrich Rosenegk, który wraz z żoną został zastrzelony w Bielicach w 1945 r. prawdopodobnie przez żołnierzy radzieckich. Po wojnie utworzono w folwarku PGR. Po jego likwidacji w połowie lat 90 XX w. przez jakiś czas był nieużytkowany. Obecnie mieści się tutaj prywatna stadnina koni.
Właściciele wsi
- połowa XVI wieku – połowa XVII wieku ród von Knobelsdorff
- około 1670-1704 von Seher
- 1704-1714 von Braun
- 1746-1828 von Glaubitz
- 1826-1836 Munk
- 1836-1844 Schultz
- 1844-1865 Eltester
- 1865-1945 von Rosenegk

## Zabytki
Do wojewódzkiego rejestru zabytków wpisane są:
- zespół pałacowy, z połowy XIX wieku:
  - park
  - pałac neogotycki z 1867 r.